# Ivanić–Grad
Ivanić–Grad je satelitsko mesto Zagreba vzhodno od njega na Hrvaškem, ki ima okoli 10.000 prebivalcev (občina po popisu 2021 šteje 13.028 ljudi, kar je okoli 1500 manj kot 10 let prej) in upravno spada v Zagrebško županijo.

## Zgodovina
Prvotno je bilo naselje poimenovano Ivanić–Trđava. Mesto je nastalo s preoblikovanjem občine Ivanić–Grad oz. z združenjem več naselij: Gornji Šarampov, Lonja Ivanićka in Poljana Breška. Leta 1991 so mestu pripojili dele naselij Donji Šarampov, Jalševec Breški in Prkos Ivanićki.

## Demografija

### Mesto Ivanić–Grad
| Pregled števila prebivalcev po letih | Pregled števila prebivalcev po letih | Pregled števila prebivalcev po letih | Pregled števila prebivalcev po letih | Pregled števila prebivalcev po letih | Pregled števila prebivalcev po letih | Pregled števila prebivalcev po letih | Pregled števila prebivalcev po letih | Pregled števila prebivalcev po letih | Pregled števila prebivalcev po letih | Pregled števila prebivalcev po letih | Pregled števila prebivalcev po letih | Pregled števila prebivalcev po letih | Pregled števila prebivalcev po letih | Pregled števila prebivalcev po letih | Pregled števila prebivalcev po letih | Pregled števila prebivalcev po letih |
| ------------------------------------ | ------------------------------------ | ------------------------------------ | ------------------------------------ | ------------------------------------ | ------------------------------------ | ------------------------------------ | ------------------------------------ | ------------------------------------ | ------------------------------------ | ------------------------------------ | ------------------------------------ | ------------------------------------ | ------------------------------------ | ------------------------------------ | ------------------------------------ | ------------------------------------ |
| 1857                                 | 1869                                 | 1880                                 | 1890                                 | 1900                                 | 1910                                 | 1921                                 | 1931                                 | 1948                                 | 1953                                 | 1961                                 | 1971                                 | 1981                                 | 1991                                 | 2001                                 | 2011                                 | 2021                                 |
| 8.401                                | 8.569                                | 8.794                                | 10.039                               | 10.701                               | 11.198                               | 10.724                               | 10.810                               | 10.168                               | 10.969                               | 11.274                               | 12.112                               | 12.859                               | 13.494                               | 14.723                               | 14.548                               | 12.982                               |

### Ivanić–Grad (naselje)
| Pregled števila prebivalcev po letih | Pregled števila prebivalcev po letih | Pregled števila prebivalcev po letih | Pregled števila prebivalcev po letih | Pregled števila prebivalcev po letih | Pregled števila prebivalcev po letih | Pregled števila prebivalcev po letih | Pregled števila prebivalcev po letih | Pregled števila prebivalcev po letih | Pregled števila prebivalcev po letih | Pregled števila prebivalcev po letih | Pregled števila prebivalcev po letih | Pregled števila prebivalcev po letih | Pregled števila prebivalcev po letih | Pregled števila prebivalcev po letih | Pregled števila prebivalcev po letih | Pregled števila prebivalcev po letih |
| ------------------------------------ | ------------------------------------ | ------------------------------------ | ------------------------------------ | ------------------------------------ | ------------------------------------ | ------------------------------------ | ------------------------------------ | ------------------------------------ | ------------------------------------ | ------------------------------------ | ------------------------------------ | ------------------------------------ | ------------------------------------ | ------------------------------------ | ------------------------------------ | ------------------------------------ |
| 1857                                 | 1869                                 | 1880                                 | 1890                                 | 1900                                 | 1910                                 | 1921                                 | 1931                                 | 1948                                 | 1953                                 | 1961                                 | 1971                                 | 1981                                 | 1991                                 | 2001                                 | 2011                                 | 2021                                 |
| 1.739                                | 1.829                                | 2.039                                | 2.361                                | 2.519                                | 2.640                                | 2.591                                | 2.600                                | 2.386                                | 2.678                                | 3.364                                | 5.065                                | 6.286                                | 7.104                                | 7.714                                | 9.379                                | 8.452                                |

#### Narodna sestava prebivalstva
| Ivanić–Grad |
| --- |
| 1991 |
| . skupaj: 7.104 Hrvati 6.505 (91,56 %) Jugoslovani 151 (2,12 %) Srbi 131 (1,84 %) Albanci 44 (0,61 %) Muslimani 27 (0,38 %) Čehi 21 (0,29 %) Slovenci 18 (0,25 %) Madžari 13 (0,18 %) Črnogorci 10 (0,14 %) Makedonci 9 (0,12 %) Slovaki 3 (0,04 %) Ukrajinci 2 (0,02 %) Nemci 1 (0,01 %) neopredeljeni 113 (1,59 %) region. opr. 13 (0,18 %) neznano 43 (0,60 %) |